# Blow Away
Singles de George Harrison
It's What You Value
(1977) Love Comes to Everyone
(1979)
Pistes de George Harrison
Soft-Hearted Hana Faster
Blow Away est une chanson de George Harrison parue sur l'album à son nom en 1979. Sortie en single, elle marque son retour dans les charts britanniques (en 51e place), après quatre ans d'absence. Elle a également atteint la 16e place des charts américains.
Elle est également entendue dans le film Le Grand Jeu, lors de la scène de la patinoire.

## Classements hebdomadaires
| Classement (1979)                     | Meilleure place |
| ------------------------------------- | --------------- |
| Canada (RPM 100)                      | 7               |
| Canada (RPM Adult Contemporary)       | 5               |
| États-Unis (Hot 100)                  | 16              |
| États-Unis (Billboard Easy Listening) | 2               |
| États-Unis (Cash Box Top 100)         | 12              |
| Nouvelle-Zélande (RMNZ)               | 30              |
| Royaume-Uni (UK Singles Chart)        | 51              |